# Кухонный стол
Кухонный стол — предмет обихода, который можно найти в любом доме, имеющее приподнятую горизонтальную или наклонную поверхность, предназначенную для размещения на ней предметов и (или) для готовки, принятия пищи и другой деятельности.
Первые упоминания о столе как предмете мебели встречаются в Древнем Египте и датируются 2650 годом до н. э.

## Применение
- использование при готовке блюд
- принятие пищи
- для душевных бесед в близком кругу
- принятие дорогих гостей и родственников